# Hornosvirská přehrada
Hornosvirská přehrada (rusky Верхнесвирское водохранилище) je přehradní nádrž na území Vologdské oblasti, Leningradské oblasti a Karelské republiky v Rusku. Má rozlohu 9930 km². Je 246 km dlouhá a maximálně 91 km široká. Má objem 260 km³. Z toho Ivinský razliv má rozlohu 230 km², délku 90 km a objem 0,7 km³. Dlouhodobá průměrná výška hladiny Oněžského jezera se po postavení přehrady zvedla o 0,5 m.

## Vodní režim
Nádrž na řece Sviru za přehradní hrází Hornosvirské vodní elektrárny, ležící ve městě Podporožnyje, 50 km pod velkoplošným jezerem, byla naplněna v letech 1951-52. V zóně vzdutí se nachází Oněžské jezero, říční část nádrže se nazývá Ivinský razliv (Ивинский разлив). Reguluje dlouhodobé kolísání průtoku.

## Využití
Využívá se pro energetiku, zabezpečuje práci Hornosvirské a Dolnosvirské vodní elektrárny. Zatopením Svirských peřejí umožnilo splavnit řeku Svir. Je součástí Bělomořsko-baltské a Volžsko-baltské vodní cesty. Také se využívá pro zásobování vodou. Je zde rozvinuté rybářství (cejni, candáti, síhové).